# Deena Deardurff
Deena Diane Deardurff (Cincinnati, 8 mei 1957) is een Amerikaanse zwemster.

## Biografie
Deardurff won tijdens de Olympische Zomerspelen van 1972 de gouden medaille op de 4×100 meter wisselslag in een wereldrecord. Op de 100m vlinderslag eindigde zij als vierde.

## Internationale toernooien
| Jaar | Olympische Spelen                       | Wereldkampioenschappen | Pan-Amerikaanse Spelen               |
| ---- | --------------------------------------- | ---------------------- | ------------------------------------ |
| 1971 |                                         |                        | 100m vlinderslag · 4×100m wisselslag |
| 1972 | 4e 100m vlinderslag · 4×100m wisselslag |                        |                                      |
| 1973 |                                         | 4×100m wisselslag      |                                      |

1960: Burke, Kempner, Schuler, von Saltza ·
1964: Ferguson, Goyette, Stouder, Ellis ·
1968: Hall, Ball, Daniel, Pedersen ·
1972: Belote, Carr, Deardurff, Neilson ·
1976: Richter, Anke, Pollack, Ender ·
1980: Reinisch, Geweniger, Pollack, Metschuck ·
1984: Andrews, Caulkins, Meagher, Hogshead ·
1988: Otto, Hörner, Weigang, Meißner ·
1992: Loveless, Nall, Ahmann-Leighton, Thompson ·
1996: Botsford, Beard, Martino, Van Dyken ·
2000: Bedford, Quann, Thompson, Torres ·
2004: Rooney, Jones, Thomas, Henry ·
2008: Seebohm, Jones, Schipper, Trickett ·
2012: Franklin, Soni, Vollmer, Schmitt ·
2016: Baker, King, Vollmer, Manuel ·
2020: K. McKeown, Hodges, E. McKeon, Campbell ·
2024: Smith, King, Walsh, Huske